# Andrea Lange
Andrea Lange (* 1969 in Rinteln) ist eine deutsche Bauingenieurin und seit 2021 parteilose Bürgermeisterin von Rinteln.

## Leben
Lange machte ihr Abitur am Ernestinum Rinteln und absolvierte anschließend eine Ausbildung im Stahlbau. Im Jahr 2000 wechselte sie in den Dienst des Landkreises Schaumburg und studierte von 2003 bis 2006 Bauingenieurwesen an der FH Bielefeld. Von 2012 bis 2015 war sie stellvertretende Amtsleiterin des Bauordnungsamtes des Landkreises Schaumburg, von 2015 bis 2021 leitete sie dieses.
Sie hat eine Tochter und lebt in Rinteln.

## Politik
Lange war vor ihrer Kandidatur als Bürgermeisterin nicht politisch aktiv. Sie stellte sich zuerst Bündnis 90/Die Grünen als Kandidatin vor und wurde schließlich auch von der SPD und der Wählergemeinschaft Schaumburg in Rinteln unterstützt. Bei der Kommunalwahl am 12. September 2021 setzte sie sich mit 70,6 Prozent der Stimmen gegen Doris Neuhäuser von der CDU durch. Sie wurde am 4. November 2021 vereidigt.